# Chiesa di San Giorgio (Grosseto)
La chiesa di San Giorgio era un edificio religioso che si trovava nel centro storico di Grosseto.
San Giorgio è il più antico edificio grossetano ricordato dalle fonti storiche, in quanto citato nel documento dell'803 che costituisce anche la prima menzione della città di Grosseto.

## Storia
Le origini della chiesa risalgono alla fine dell'VIII secolo e l'edificio risulta menzionato nell'anno 803, quando fu concessa dal vescovo di Lucca Jacopo a Ildebrando Aldobrandeschi una chiesa intitolata a San Giorgio «que est in loco Grossito», con l'obbligo di rendere alla stessa chiesa dodici denari di olio «ad luminaria». Tale importantissimo documento non solo ricorda per la prima volta la città di Grosseto in una fonte storica – indicata con un generico «locus» – ma permette anche di risalire alle dinamiche di potere esistenti in Maremma tra l'età longobarda e quella carolingia. Tra l'VIII e il IX secolo, in seguito alla conquista longobarda della Maritima, i vescovi lucchesi possedevano vari beni e terre nella diocesi di Roselle, tra cui il nucleo abitato costituito dalla chiesa di San Giorgio «in loco Grossito» che faceva parte della curtis de Roselle, in posizione privilegiata nei pressi di un'antica via di comunicazione romana, vicino al fiume Ombrone e sulle sponde meridionali dell'allora lago Prile; la cessione di alcune terre e proprietà a un membro degli Aldobrandeschi sembra ricondursi quindi a quegli equilibri di potere che videro una prima affermazione del dominio aldobrandesco su questo intero territorio. Questo stesso nucleo è verosimilmente quello che ha visto la nascita del centro castellano di Grosseto, con la rocca fortificata che già permise nel 973 di definire Grosseto non più «locus», ma «curtis cum castrum». La chiesa di San Giorgio è poi citata nella bolla di papa Clemente III, datata 12 aprile 1188, in cui vengono confermati al vescovo Gualfredo i possedimenti della diocesi di Grosseto e i diritti di decima e delle oblazioni.
Non è possibile stabilire con certezza né la localizzazione esatta della chiesa, né il periodo nel quale questa venne sconsacrata e abbandonata. Sappiamo che nel corso dei secoli XI e XII erano sorti a Grosseto altri edifici religiosi che avevano acquisito importanza, primo fra tutti la chiesa di Santa Maria, che era assurta a dignità pievana e che avrebbe poi costituito il nucleo centrale della cattedrale di Grosseto. Verosimilmente, nel XIII secolo, la posizione della chiesa di San Giorgio doveva trovarsi all'estremità meridionale del centro storico e si trovava sullo stesso asse alla cui estremità opposta settentrionale sorgeva la chiesa di San Pietro; inoltre, la distanza tra queste due chiese lungo la direttrice nord-sud era identica a quella che intercorreva tra la chiesa di San Michele e la chiesa di Santa Lucia lungo l'asse ovest-est. Questa identificazione dell'area della chiesa di San Giorgio con il settore meridionale della città è collegata al fatto che dalla fine del XIII secolo questa porzione cittadina sarà sempre rammentata come "Terzo di San Giorgio". La fine del secolo aveva visto infatti la divisione di Grosseto in tre circoscrizioni amministrative, dette terzieri – Terzo di San Pietro a nord, Terzo di Città al centro, Terzo di San Giorgio a sud – e la prima menzione del Terzo di San Giorgio è dell'11 agosto 1291. Una carta del 31 gennaio 1305 attesta che a questo terziere appartenne anche parte della parrocchia di San Michele. Il fatto che la chiesa originariamente sorgesse nei pressi dell'antica rocca fortificata, che ancora nel 1245 venisse documentata come «vicinato Castellare», e che nel 1353 fosse menzionata una cantina posta nel Terzo di San Giorgio «in loco dicto la cella dellisola sive castellare», ha permesso anche l'identificazione della zona sud come sede della perduta rocca aldobrandesca, anche se non è possibile rintracciarne l'esatta localizzazione. Da notare anche la menzione di un luogo detto "la cella": è curioso in quanto con tale termine in epoca medievale si indicava sia un luogo di culto, sia una cantina o rivendita di vino.
In un registro di beni appartenenti all'Ospedale di Santa Maria della Scala a Grosseto datato 1407, si legge in una nota riguardanti le proprietà di Lodovico Nacci che «l'Ostaria di S. Giorgio posta vicino alla Porta paga di pigione scudi ottanta». Tale documento testimonia l'esistenza di un'osteria nel Terzo di San Giorgio, situata nelle vicinanze della porta, quasi sicuramente Porta Vecchia, allora "Porta Cittadina". È ipotizzabile il fatto che la chiesa avesse finito per conferire la denominazione ad una vicina osteria situata nelle adiacenze del principale accesso della città; ma è altresì da tenere in considerazione l'ipotesi che l'edificio stesso dell'osteria avrebbe potuto coincidere con quello della chiesa, ex luogo di culto di riferimento dell'area della rocca, inutilizzato dopo l'istituzione di nuove chiese parrocchiali in città e progressivamente smantellato insieme alle fortificazioni aldobrandesche: dopotutto, sappiamo che nel corso del XIV secolo la conformazione di Grosseto variò considerevolmente in seguito alla definitiva sottomissione da parte della Repubblica di Siena. Una disposizione per l'ordine pubblico della Repubblica senese del 12 ottobre 1453 ordinava di legare le bestie brade che fossero trovate in città ad una colonna posizionata presumibilmente sul lato meridionale della piazza del Comune, all'imboccatura dell'attuale via Ricasoli, che era chiamata proprio "colonna di San Giorgio".
La suddivisione in terzieri della città e quindi la presenza di un Terzo di San Giorgio è documentata almeno fino al XVIII secolo: risalgono agli anni intorno al 1590 i provvedimenti sanitari affidati dal granduca Ferdinando I de' Medici al magistrato dell'Ufficio dei fossi, con l'affissione all'ingresso di ogni terziere di una lastra in marmo recante i turni di pulizia delle strade. Nei due secoli successivi, fino alla dissoluzione delle suddivisioni circoscrizionali, la ripartizione non era più in terzieri, ma in tre generiche "contrade". In un testamento del 10 maggio 1625 si legge di una casa posta «dirimpetto all'osteria di San Giorgio» che nel 1634 fu pretesa dai monaci del monastero di San Francesco e indicata come «posta in via del Ghetto Contrada di S. Giorgio»; la via del Ghetto è identificabile con l'attuale strada Ricasoli.